# Dypterygia minorata
Dypterygia minorata är en fjärilsart som beskrevs av Barnes 1907. Dypterygia minorata ingår i släktet Dypterygia och familjen nattflyn. Inga underarter finns listade i Catalogue of Life.